# Peri Çayı
Pour les articles homonymes, voir Peri.
La rivière de Peri (Peri Çayı ou Peri Suyu Çayı) est un affluent sur la rive gauche de l'Euphrate en Turquie. 

## Géographie
Elle conflue dans le barrage de Keban. La rivière prend sa source dans la province d'Erzurum sur le flanc nord du mont Paşapınar Dağı qu'elle contourne par l'est et entre dans la province de Bingöl. Elle prend la direction de l'est. Elle est ensuite coupée par le barrage d'Özlüce et prend la direction su sud-est. Elle fait la limite entre les provinces d'Elâzığ et de Tunceli avant de se jeter dans le lac du barrage de Keban.

## Voir également
- Barrage de Kığı
- Liste des plus hauts barrages